# 올가 니콜라예브나 여대공
올가 니콜라예브나 로마노바 여대공(러시아어: Великая Княжна Ольга Николаевна Романова, 1895년 11월 15일 ~ 1918년 7월 17일)는 로마노프 황족으로, 러시아 제국의 마지막 황제 니콜라이 2세와 알렉산드라 표도로브나 황후의 장녀이다. 2001년, 올가는 자신의 가족 및 다른 러시아 혁명시의 교회 순교자들과 함께 러시아 정교회에 의해 성녀로 시성되었다.

## 생애

### 출생
1895년 11월 15일 러시아의 마지막 황제 니콜라이 2세와 헤센 대공녀 출신인 알렉산드라 표도로브나 사이에서 장녀로 태어났다. 그녀의 탄생은 니콜라이 2세와 알렉산드라의 큰 기쁨이었다. 그녀가 태어날 때 니콜라이 2세는 일기에 이렇게 적었다.
| “ | 내가 영원히 기억될 날이다. 아기의 울음소리는 정각 9시에 들렸고, 우리 모두는 안도의 한숨을 내쉬었고, 하느님이 보내주신 이 아이의 이름을 올가라고 지었다! | ” |

올가의 이름은 러시아어로 '신성한'(Holy)이다. 가족들은, 그녀는 올리쉬카(Olishka, Olyshka), 올랴(Olya)라고 불렀다. 니콜라이 2세는 올가를 매우 애지중지하였으며, 아기인 그녀를 보며, 큰 행복에 빠지곤 했다.
올가가 신생아일 때 당시 몸무게는 10파운드(4.53kg)이고, 그녀의 외외증조할머니인 영국의 여왕 빅토리아 여왕은 그녀를 '거대한 머리'라고 하며, 매우 귀여워하였다.
올가는 당시 신생아임에도 불구하고, 머리카락이 많이 나 있었고, 몸집도 다른 아기에 비해 컸다. 그녀의 당시 친구는, 동갑이었던 맏고모 크세니야 알렉산드로브나 여대공의 딸 이리나 알렉산드로브나 유수포바와 종고모인 마리야 파블로브나 여대공 등이 있었다.
니콜라이는 종종 올가와 같은 해에 태어난 육촌누이이자 조카인 이리나와 비교를 하였다.
| “ | 1896년 3월 21일, 미사를 드린 후에 딸들을 성찬식에 데리고 갔다. 우리 아이(올가)는 조용히 하였으나 이리나는 약간 울었다. | ” |

### 인물과 성격
점잖은 성격으로, 아버지와 닮은 꼴이었다고 한다. 문학소녀로 자매 중에서 가장 총명하였고, 복잡한 러시아어의 문법도 설명할 수 있었다. 그러나, 어머니인 알렉산드라와 의견이 일치하지 않았기 때문에, 그녀에게서 별로 사랑받지 못 했다. 특히 라스푸틴 문제로 어머니와 크게 싸우는 일이 잦아지면서 어머니와의 사이는 극도로 나빠졌다. 올가는 뛰어난 통찰력을 지니고 있었던 탓에 특정 인물의 됨됨이를 몇 번 만나본 것만으로도 간파할 수 있었기 때문에 라스푸틴의 됨됨이가 광패(狂悖)하다는 것을 알고 있었던 반면 어머니는 지독한 신경쇠약에 시달렸고 이 신경쇠약 때문에 라스푸틴을 절대적으로 의존하게 되어 라스푸틴 없이는 단 하루도 견디지 못했기 때문이었다. 이 때문에 라스푸틴을 몰아내려는 올가와 라스푸틴을 옹호하는 어머니와 항상 싸웠다.
올가는 매우 우아하였고, 품위가 있었으며, 춤을 즐겼다. 그리고 자선 단체에 돈을 기부하거나 선행을 베푸는 것을 좋아하였다. 그녀는 고독적이고, 문학을 읽는 것을 즐겼다. 그녀는 통찰력이 뛰어났고, 그녀의 아버지 니콜라이 2세를 존경하였고, 매우 좋아하였다. 그녀는 예카테리나 2세를 좋아하였는데, 한 번은 황태자 알렉세이가 자신의 하인을 큰소리로 꾸짖자, 올가는 알렉세이에게 차분하게 말을 건넸다.
| “ | 예카테리나 2세는 하인을 꾸짖을 때도 작은 소리로 했단다. 너도 작은 소리로 말하렴. | ” |

그녀의 따뜻한 성품은 여러 곳에서 나타났다. 알렉세이가 6살인 무렵, 보이 스카우트 행진을 보러갔는데, 어린 알렉세이는 보이 스카우트의 행진을 매우 재미있게 바라보다가 자신도 저기에 참여하고 싶다고 떼를 쓰며 주변 사람들을 난처하게 만들었다. 그때 올가가 이를 저지하자, 알렉세이가 올가의 뺨을 힘껏 올려쳤다. 이 상황에 모두는 놀라 어쩔 줄 모르고 있었지만, 올가는 표정 하나 변하지 않고 알렉세이를 향해 웃고 있었다. 알렉세이는 건강하지 못한 신체적 소유자였기 때문에 그에게서 창출되는 행동들도 역시 매우 미숙하고 병약했기 때문이었다. 이러한 점들 때문에 어머니 알렉산드라 표도로브나 황후나 대신들은 올가를 황위 계승자로 생각할 정도였다. 
올가는 어렸을 때부터 통솔력이 뛰어났으며 승마를 즐겨, 17살때 기마대장(騎馬隊長)을 맡은 적도 있었다. 거기다 니콜라이 2세의 아이들 중 가장 영리하고 고독했던 그녀는 복잡한 러시아어의 문법도 설명할 수 있었다. 제1차 세계 대전 당시엔 간호사로서 부상병들을 치료했고 병원 업무를 보기도 했다.
올가가 성년이 되어 갈 무렵, 어머니 알렉산드라는 아픈 알렉세이를 바라보며 우울증 증세를 보였다. 그러자 알렉산드라 황후의 친구인 안나가 시베리아 수도승 '라스푸틴'을 데리고 왔다. 라스푸틴은 매우 못생겼고, 수염이 매우 길었다. 통찰력이 뛰어났던 올가는 어머니 알렉산드라에게 그를 믿지 말라고 충고하였으나, 어머니 알렉산드라는 그를 광적으로 믿었다. 매일 황녀들을 이끌고 라스푸틴을 찾아갔다. 올가는 라스푸틴에 의해 어지럽혀지는 러시아를 보며 낙담하였고, 전장에 나가있는 아버지 니콜라이 2세를 돕고 싶어 하였다.
전쟁이 일어나기 두 달 전, 가족들과 함께 루마니아에 방문하였는데, 이때 올가와 루마니아의 왕세자였던 카롤과의 혼담이 오고 갔다. 하지만 카롤은 바람둥이에다가 풍기문란하여 올가는 그와의 결혼을 원하지 않았다. 올가는 루마니아로 가는 길에 이렇게 말하였다.
| “ | 나는 러시아인이고, 영원히 러시아에 남을 거에요. | ” |

그 뒤 영국의 에드워드 왕세자, 니콜라이 2세의 친사촌 드미트리 파블로비치 대공, 니콜라이 2세의 숙모인 마리야 파블로브나 대공비의 차남 보리스 블라디미로비치 대공와도 혼담이 오고갔지만, 성사되지 못하였다.

### 로마노프 왕조의 멸망과 죽음
1916년 재종고모이자 고종(姑從)인 이리나 공주의 남편이자, 러시아에서 가장 유산을 많이 물려받은 펠릭스 유수포프가 라스푸틴을 살해하였다. 그로 인해, 어머니 알렉산드라는 매우 낙담하였고, 펠릭스 유수포프를 매우 경멸적으로 생각하였다. 하지만, 라스푸틴이 어지럽혀 놓은 러시아 제국은 이미 멸망의 길목으로 들어서고 있었다.
1917년, 혁명이 일어나 시민들이 강한 요구로 니콜라이 2세는 퇴위하고, 화려했던 로마노프 왕조 시대는 막을 내린다. 황제일가는 볼셰비키 감시하의 망명생활을 시작하였다. 볼셰비키 당원들은 황녀들의 침실의 문을 못 잠그게 하였으며, 심지어 욕실까지 따라왔다.
황녀들은 길거리만 나가면 놀림과 욕설의 대상이 되어야 했고, 그들을 감시하는 군인들의 성적인 농담으로 인해 황녀들은 매우 충격을 받았다. 볼셰비키 당원들은 길고 고왔던 황녀들의 머리카락을 삭발시켰다.
1918년 예카테린부르크의 이파티에프 하우스로 이송되었다. 7월 16일 황제 일가는 변함없이 10시에 잠을 청하였다. 새벽에 유대인 출신의 유로프스키가 그들을 깨워 2열로 세우고, 지하실로 인도하였다. 니콜라이 2세는 사진을 찍는 거라며 가족들을 안심시켰으나 유로프스키의 손에는 총이 있었고, 그들을 무자비하게 총으로 쏘아 죽였다. 황제 일가는 처참하게 죽음을 맞이하였고 예카테린부르크의 사람 손길이 가지 않는 곳에 버려졌다. 이때 올가의 나이는 22세였다.
소련 말기에 황제 일가의 유해가 발견되었으나 당시에는 DNA 검사가 없어 이 유해들이 황제 일가의 것인지 확인이 불가능했다. 1998년 DNA 검사를 통해 유해가 황제 일가의 것임이 확인되었고 올가 니콜라예브나 로마노바 역시 부모님, 동생들과 함께 상트페테르부르크의 성당에 안장되었다.

## 같이 보기
- 니콜라이 2세
- OTMA
- 라스푸틴